# 宋亮
宋亮（1963年12月—），男，汉族，内蒙古商都县人，原籍河北辛集，中华人民共和国政治人物。内蒙古大学经济系计划统计专业毕业，南开大学金融学专业在职研究生学历。

## 生平
1981年9月，在内蒙古大学经济系计划统计专业学习。1985年7月参加工作，任内蒙古自治区计委经济研究所干部。1989年3月，任综合室副主任、主任。1990年10月加入中国共产党。1993年9月，任综合处副处长。1994年4月，任内蒙古自治区人民政府办公厅秘书三处副处长。1996年8月，任办公厅调研一处处长。2000年6月，任办公厅副主任。2003年6月，任办公厅副主任、金融工作办公室副主任。2004年6月，任办公厅党组成员、金融工作办公室主任。2004年12月，任金融工作办公室党组书记、主任（其间：2006年9月-2008年6月，在南开大学攻读金融学专业硕士研究生，获金融学硕士学位；2007年3月-2008年1月，在中共中央党校一年制中青班学习）。2011年8月，任中共赤峰市委副书记（正厅级）。2014年4月，任内蒙古自治区交通运输厅党组书记。2014年5月，任内蒙古自治区交通运输厅厅长、党组书记。2015年11月，任中共乌海市委书记。2016年11月，任中共内蒙古自治区党委常委、通辽市委书记。
2017年3月，任中共甘肃省委常委、副省长。
2018年6月，任甘肃省常务副省长。
2019年4月“2019中国绿公司年会”在会上致辞时曾强调“谁跟企业特别是民营企业过不去，我们就跟谁过不去”，次年将理念贯彻到省级政府指导文件中。
2021年2月，因涉嫌严重违纪违法，接受中央纪委国家监委纪律审查和监察调查。8月16日，遭到开除党籍、开除公职处分並被逮捕。10月8日，宋亮涉嫌受贿一案，由国家监察委员会调查终结，经最高人民检察院指定，由四川省乐山市人民检察院审查起诉，乐山市人民检察院已向乐山市中级人民法院提起公诉。最高人民检察院的通报显示，宋亮在他的最后一个职务，即甘肃省常务副省长任上依然在收受贿赂，而他出任这一职务是在2018年6月，即中共十九大召开已将近一年以后，属于典型的“不收敛、不收手”。宋亮曾在内蒙古工作32年，他的落马是内蒙古在煤炭领域“倒查20年”反腐专项行动取得的成绩之一。宋亮落马后，内蒙古自治区党委常委会和内蒙古金融领域先后召开会议，要求清除宋亮余毒。
2022年2月24日，四川省乐山市中级人民法院一审公开开庭审理宋亮受贿一案。乐山市人民检察院起诉指控称，2003年至2020年，宋亮利用职务上的便利，为他人提供帮助。2000年至2020年，宋亮直接或通过亲属非法收受相关人员给予的财物，折合人民币共计7968万余元。宋亮当庭表示认罪、悔罪。
2022年8月30日，四川省乐山市中级人民法院公开宣判宋亮受贿案，对宋亮以受贿罪判处无期徒刑，剥夺政治权利终身，并处没收个人全部财产；对宋亮受贿犯罪所得财物及孳息依法予以追缴，上缴国库。
乐山市中级人民法院认为，被告人宋亮的行为构成受贿罪。宋亮受贿数额特别巨大，其收受贿赂为他人谋取职务调整，帮助他人获取贷款造成重大公共财产损失，依法应当从严处罚。宋亮到案后如实供述办案机关已掌握的受贿犯罪事实，主动交代办案机关尚未掌握的大部分受贿犯罪事实，部分受贿行为系犯罪未遂，认罪悔罪，涉案赃款赃物已全部追缴到案，依法对其从轻处罚。